# Юрченко, Ада Дмитриевна
Ада Дмитриевна Юрченко (укр. Ада Дмитрівна Юрченко; 1 января 1940 год, село Сазоновка, Оржицкий район, Полтавская область, Украинская ССР — 1999 год, там же) — колхозница, звеньевая полеводческого звена колхоза «Маяк» Оржицкого района Полтавской области. Герой Социалистического Труда (1973). Депутат Верховного Совета УССР 8 — 10 созывов. Член Президиума Верховного Совета УССР 10-го созыва. Заслуженный работник культуры Украинской ССР (1980).

## Биография
Родилась 1 января 1940 года в крестьянской семье в селе Сазоновка Оржицкого района. В 1957 году окончила среднюю школу, затем — ПТУ в селе Лазорки Оржецкого района.
С 1957 года — колхозница и с 1966 года — звеньевая свекловодческого звена колхоза «Маяк» села Сазоновка Оржицкого района Полтавской области. В колхозе руководила хором, за что в 1980 году получила звание «Заслуженный работник культуры Украинской ССР».
В 1972 году вступила в КПСС.
В 1973 году звено под руководством Ады Юрченко собрало в среднем по 413 центнеров сахарной свеклы с участка площадью 51 гектара. В этом же году была удостоена звания Героя Социалистического Труда «за большие успехи, достигнутые во Всесоюзном социалистическом соревновании, проявленную трудовую доблесть в выполнении принятых обязательств по увеличению производства и продажи государству зерна, сахарной свеклы, масличных культур и других продуктов земледелия».
Избиралась депутатом Верховного Совета УССР 8 — 10 созывов и делегатом XXVI съезда КПСС
После выхода на пенсию в 1995 году проживала в селе Сазоновка Оржецкого района, где скончалась в 1999 году.

## Награды
- Герой Социалистического Труда — указом Президиума Верховного Совета СССР от 8 декабря 1973 года
- Орден Ленина — дважды (1971, 1973)
- Орден Октябрьской Революции (1977)
- Медаль «В ознаменование 100-летия со дня рождения Владимира Ильича Ленина»